# Jean-René Brutsch
Jean-René Brutsch, né à Genève en 1921 et mort en 1974, est un pasteur protestant suisse qui fut missionnaire au Cameroun de 1946 à 1960. Il est à l'origine d'un fonds important de documents bamoun et doualas.

## Écrits
- La pensée missionnaire dans le protestantisme de Luther à Zinzendorf, Université de Genève, 1946, 251 p. (thèse)
- Le fondement de la mission chez Hadrianus Saravia (en) (1531-1613), 7 juillet 1947, 3 p.
- L'Église baptiste camerounaise, 24 novembre 1949, 7 p.
- Après 3 ans d'Afrique : expériences d'un jeune missionnaire au terme de son premier séjour, 9 décembre 1949, 5 p.
- « Les relations de parenté chez les Duala », in Études camerounaises, no 31-32, septembre-décembre 1950,
- Lotin Samé et le chant religieux africain, 1951, 2 p.
- « Les débuts du christianisme au Cameroun », in Études Camerounaises, no 33-34, septembre-décembre 1951
- Région du Mungo, subdivision de Nkongsamba, Cameroun (carte figurant les églises et les écoles catholiques et protestantes), document cartographique manuscrit, 1er septembre 1952
- Kane la Sango (Le Notre Père en duala), Mission protestante française, Douala, 1953, 39 p.
- « Fernando Poo et le Cameroun », in Études camerounaises, no 43-44, 1954, p. 67–78, [lire en ligne]
- La mission de Londres, vers 1955, 20 p.
- « Les traités camerounais recueillis, traduits et commentés », in Études camerounaises, no 47-48, mars-juin 1955
- « Autour du procès de Rudolf Duala Manga », in Études camerounaises, no 51, 1956.
- Brève histoire de l'évangélisation du pays Bamiléké, au Cameroun, janvier 1957, 5 p.
- Cameroun protestant : 7 causeries à la radio, 1959-1960, 43 p.
- L'organisation de l'Église à travers son histoire, 14 mars 1959, 7 p.
- L'opportunité de la mission, 21 septembre 1960, 5 p.
- Des Églises camerounaises dans l'épreuve, s. d., texte envoyé au Semeur vaudois le 6 mars 1961, 3 p.
- Séparatisme et valeurs africaines, s. d., 95 p.